# Hermann Leffler
Hermann Leffler (* 3. Oktober 1864 in Quedlinburg; † 21. November 1929 in Berlin) war ein deutscher Schauspieler bei Bühne und Film.

## Leben
Der Sohn eines Theaterdirektors gleichen Namens und ältere Bruder des Schauspielers, Sängers und Regisseurs Robert Leffler hatte als 20-Jähriger erste Bühnenerfahrungen am Berliner Urania-Theater gesammelt. Seine Profi-Laufbahn startete Leffler 1885 mit seinem ersten Festengagement am Hoftheater von Meiningen, wo er die kommenden drei Jahre zugleich seine künstlerische Ausbildung erhielt. Es schlossen sich die Bühnenstationen Eisenach, Gera, Göttingen, Lübeck, Posen und Bremen an, wo er während seiner vier Jahre andauernden Verpflichtung am dortigen Stadttheater erstmals auf sich aufmerksam machen konnte.
Schließlich folgte Leffler 1897 einem Ruf an das Deutsche Theater Berlin, verließ die deutsche Hauptstadt aber bereits zwei Jahre später, um am Hoftheater Wiesbaden die Rollenposition des ersten Helden anzutreten. Dort gelang Leffler der endgültige Durchbruch. Daraufhin wurde er zurück nach Berlin geholt und wirkte bis zu seinem Lebensende an den dortigen Staatstheatern.
Besondere Erfolge feierte der Künstler in den Fächern des ersten Helden und Liebhabers. Zu Lefflers größten Bühnenerfolgen zählten unter anderem der Karl Moor, der Hamlet, der Marquis Posa, der Wilhelm Tell, der Egmont, der Götz von Berlichingen und der König Ottokar. In seinen letzten Lebensjahren, die vor allem durch Krankheiten bestimmt waren, musste sich Leffler oftmals mit Chargen, Rollenfach: Heldenväter, begnügen. In dieser Zeit trat er, von seinem Bruder Robert 1919 als Drehbuchautor erstmals zum Film geholt, verstärkt mit Nebenrollen vor die Kamera.
Als Hermann Leffler Ende 1929 starb, hieß es in einem Nachruf: Leffler „blieb der aufrechte und gewissenhafte Künstler, der sich mit Vornehmheit den Forderungen der neuen Zeit fügte, ohne von seinem Wesen, das aus bester Tradition hervorging, etwas abzugeben.“ Und etwas weiter im Text heißt es: „Ein Mensch voll innerer und äußerer Würde ging mit ihm dahin.“.
Lefflers Ehefrau war die Sängerin Martha Burckard (1865–1954).

## Filmografie
| - 1919: Karlchen, das Dienstmädchen (nur Drehbuch) - 1920: Die Stimme - 1921: Der Leidensweg der Inge Krafft - 1921: Dämonische Treue - 1921: Die Geschichte des grauen Hauses, 2. Teil: Der Mord aus Verworfenheit - 1922: Liebes-Lust und -List - 1922: Praschnas Geheimnis - 1922: Frauenschicksal | - 1923: Menschen und Masken - 1924: Horrido - 1925: Zur Chronik von Grieshuus - 1925: Der Turm des Schweigens - 1925: Das Paradies Europas. Bild vom Schweizer Volk und seinen Bergen - 1925: Die Kleine aus Amerika - 1926: Der goldene Schmetterling - 1926: In Treue stark |

## Anmerkung
1. ↑  Deutsches Bühnen-Jahrbuch. Bd. 42, 1931, S. 94.

| Personendaten    | Personendaten                             |
| ---------------- | ----------------------------------------- |
| NAME             | Leffler, Hermann                          |
| KURZBESCHREIBUNG | deutscher Schauspieler bei Bühne und Film |
| GEBURTSDATUM     | 3. Oktober 1864                           |
| GEBURTSORT       | Quedlinburg                               |
| STERBEDATUM      | 21. November 1929                         |
| STERBEORT        | Berlin                                    |